# Arpía

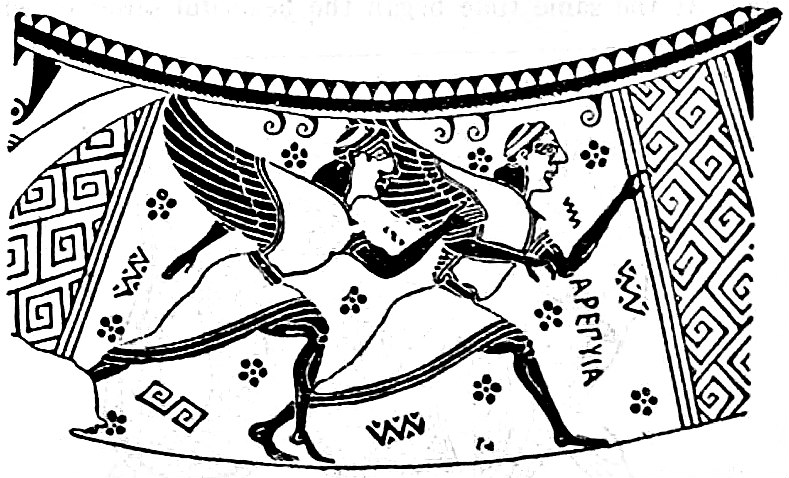
Representación en un vaso del siglo VII a. C.

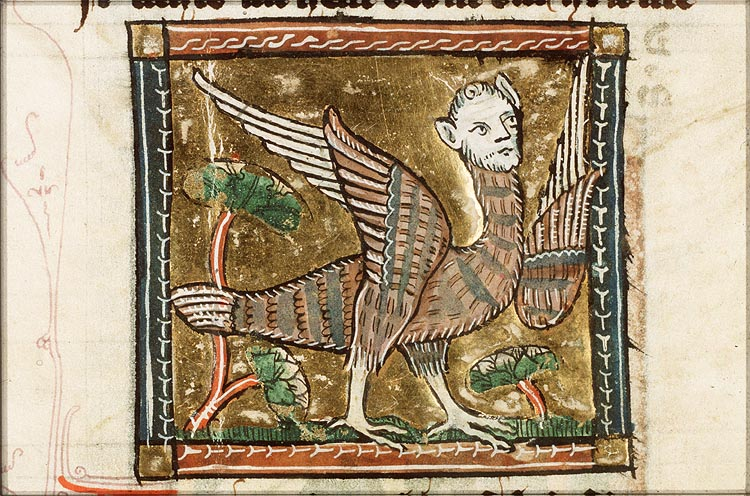
Representación medieval.

Las arpías o harpías son un tipo de monstruos femeninos con naturaleza mixta de pájaro y mujer. En contextos mitológicos siempre son escritas con «h», como herencia del latín harpías (en griego, Ἇρπυια Arpyia; pl. Άρπυιες Arpyies, «raptoras»; en latín, harpȳia pl. harpyiae). En la mitología griega las harpías eran originalmente seres con apariencia de hermosas mujeres aladas, cuyo cometido principal era hacer cumplir el castigo impuesto por Zeus a Fineo: valiéndose de su capacidad de volar, robaban continuamente la comida de aquel antes de que pudiera tomarla. Esto las llevó a pelear contra los argonautas.
Las harpías, como espíritus de los vientos están asociadas con la muerte, pudiendo ser agentes de las propias erinias: así en la Odisea: «Tanto, de allí las harpías a las mozas raptaron y diéronlas luego al cuidado de las tétricas erinias. ¡Que así me aniquilen los dioses que poseen las olimpias mansiones!». Para Ferécides son en realidad las guardianas de Tártaro.

### Descripción física
En cuanto a su aspecto físico es notable que en las múltiples ilustraciones en vasos de cerámica y otros utensilios de alfarería se representa a las harpías como hermosas mujeres con alas o con aves con la cabeza de mujer hermosa. En cambio los poetas romanos y bizantinos ya detallaban su fealdad y su naturaleza doble. Tzetzes, por ejemplo, usa expresiones como «similar a las harpías con sus garras» o «las harpías son ciertas aves depredadoras».
Higino, por ejemplo, nos dice:
«Se dicen que tenían cabeza de gallina, plumas, alas y brazos humanos, grandes uñas, y pecho y vientre de mujer».
Y Ovidio narra:
«Es de muchacha el rostro de estas aves, su vientre depone la inmundicia más hedionda. Tienen las manos corvas. El hambre empalidece de continuo su faz».
Incluso en obras tan tempranas como las de Esquilo ya se comparan a las harpías con las erinias, como apostrofa la pitia:
«Delante de este hombre, duerme un extraño grupo de mujeres que ocupan los asientos. No quiero decir mujeres, sino gorgonas, pero ni a gorgonas puedo compararlas por sus aspectos, ni siquiera con las harpías, que, dotadas de alas ya vi una vez pintadas, arrebatando la comida a Fineo. Pero estas se ve que carecen de alas, son de color negro y en todo repugnantes: roncan con resoplidos repelentes y de sus ojos segregan humores odiosos, orden justo exige que no se acerquen a estatuas de dioses».

## Mitología griega

### Nombres
Según Hesíodo, las harpías eran en principio dos: Aelo (‘viento tempestuoso’) y Ocípete (‘vuelo rápido’). Homero nos habla en la Ilíada tan solo de una, Podarge (‘pies veloces’); el poeta latino Virgilio, siguiendo los pasos de su predecesor, también cita solo a una de ellas, pero la denomina como Celeno. Otros autores tardíos ya las mencionan como una tríada. Higino las menciona dos veces, primero como Celeno, Ocípete, Podarce y más adelante como Aélopo, Celeno y Ocípete. Apolodoro dice que una de las hermanas era Nicótoe o Aélopo y a la otra la llama, sin decidirse de nuevo, Ocípete, Ocítoe u Ocípode.

### Fineo y las harpías
El mito de las dos harpías, Aelo y Ocípete, está estrechamente relacionado con el de los dos boréadas, Calais y Zetes. Se dice que los argonautas llegaron a Salmideso, en Tracia, donde vivía Fineo, un adivino privado de la vista. Según las Grandes Eeas, Fineo se había quedado ciego porque le había indicado la ruta hacia la Cólquide a Frixo; pero el Catálogo de mujeres asegura que Fineo, por una diatriba divina, prefirió tener una larga vida antes que la capacidad de ver. Sea como fuere los dioses, para castigar a Fineo, le enviaron a las harpías. Estas eran unos seres alados que, cuando la mesa estaba dispuesta para Fineo, abatiéndose desde el cielo, le arrebataban la mayor parte de la comida, y el resto lo dejaban lleno de tal hedor que era imposible acercarse. «Las harpías, a las que llaman las perras de Zeus, para que le arrebataran la comida de su boca».
Cuando los argonautas le consultaron acerca del viaje, dijo que los aconsejaría si lo libraban de las harpías. Ellos colocaron una mesa con alimentos cerca de Fineo, y las harpías de repente descendieron ululando y se apoderaron de la comida. Zetes y Calais, que eran alados, al ver esto, se lanzaron tras ellas por el aire con las espadas desnudas. En este momento se dio una persecución aérea en donde los dos boréadas estaban deseosos de apresarlas y aquellas de huir y esquivarlos. Durante la persecución llegaron a lugares muy distantes. Pasaron por los dominios de los catudeos, de los meláneos, de los libios, etíopes, escitas, pigmeos, hiperbóreos, de las corrientes del alejado Erídano, las montañas de Atlante, el Etna, Ortigia, los lestrigones, cefalenos e incluso oyeron la voz de las sirenas, que moraban en la isla florida de Antemusa. Incluso también pasaron por las tierras de los glactófagos, los grifos, los semiperros y los macrocéfalos.
Estaba predicho que las harpías pereciesen a manos de los hijos de Bóreas, mientras que estos morirían si en la persecución no lograban alcanzarlas. Hostigadas las harpías, una, Aelo, cayó en el Peloponeso al río Tigres, ahora nombrado Harpis por ella. La otra, huyendo por la Propóntide, alcanzó las islas Equínades, ahora designadas como Estrófades por ella, pues al llegar allí Aelo se volvió (estráphe) y rendida por la fatiga cayó agotada en la costa por su perseguidor. Otra tradición dice que, efectivamente, los boréadas finalmente dieron muerte a las harpías. O bien los dos boréadas también murieron en el proceso.
Apolonio en cambio dice que las harpías fueron perseguidas hasta las islas Plotai («islas flotantes») pero no recibieron daño alguno porque intervino Iris, la hermana de las harpías, y juró que ellas no perjudicarían más a Fineo. Sobre el cambio del nombre de las islas que antes se llamaban Plotas y pasaron a ser denominadas Estrófades hay distintas versiones. Una de ellas, la de Antímaco, decía que fue porque hicieron retroceder a los boréadas de allí, mientras que otra, de Hesíodo, decía que fue porque los que rodeaban a Zetes se volvieron y suplicaron a Zeus capturar a las harpías ahí. Las islas Plotas están situadas en el mar de Sicilia, pero otros dicen que los suplicantes se encontraban en un monte de Cefalenia. Después del incidente, Iris y las harpías se separaron; estas se metieron en una cueva de Creta, al pie de la colina de Arginunte.
Valerio Flaco e Higino siguen, aproximadamente, la misma versión de Apolonio. Tzetzes da, en cambio, una versión alegórica a su manera:
«Se dice que este anciano, Fineo, estando ciego por vejez, tenía dos hijas, llamadas Erasea y Harpirea. Estas llevaban una vida disoluta, repleta de gula, lascivia y necedad. Parece ser que todas las despensas de su padre fueron vaciadas y devoradas por las hermanas. A continuación les sobrellevó la pobreza y con ella se sucedió una hambruna mortal. Fue entonces cuando Zetes y Calais decidieron raptarlas y de esta manera las muchachas se perdieron entre muchos lugares lejanos. De ahí que sus historias se convirtieran con el tiempo en mitos».

### Eneas
Eneas se topó con las harpías cuando atracó en las Estrófades camino de Italia, robando aquellas repetidamente el banquete que los troyanos se hallaban preparando. Celeno los maldijo diciendo que acabarían tan hambrientos que devorarían sus mesas antes de que el día terminase. Los troyanos huyeron asustados.

A salvo de las olas son las playas Estrófadas las primeras que me dan acogida. Estrófadas hoy llaman los griegos a las islas del ancho mar Jonio donde habita la odiosa Celeno y las demas harpías
Virgilio, Eneida III, 209-212

### Ascendencia
En cuanto a su ascendencia, ya en la Teogonía se nos dice que «Taumante se llevó a Electra, hija de Océano de profundas corrientes. Ésta parió a la veloz Iris y a las harpías de hermosos cabellos, Aelo y Ocípete, que con sus rápidas alas compiten con las ráfagas de los vientos y con las aves; pues ya se lanzaban por los aires». Higino sustituye a Electra por el hápax Ozómene («de ramas fuertes»). Valerio Flaco opina que el padre de las harpías no fue otro que el monstruoso Tifón; también descrito como padre de los vientos de soplo húmedo. Servio nos dice que estas nacieron de Poseidón, o bien de Gea y Ponto. Sorprendentemente Alcmán dice que las manzanas de oro eran custodiadas por las harpías, y Epiménides también está de acuerdo, alegando, pues, que eran las mismas que las Hespérides; en este caso son hijas de Océano y Gea.

### Descendencia
De todas las hermanas, se dice que Podarge, unida a Céfiro que de los vientos «dicen es el más rápido», engendró dos ligeros caballos; Janto y Balio, estos alzaban el vuelo con los vientos y fueron los caballos que recibió Aquiles. Céfiro se unió a Podarge cuando pacía en un prado a orillas de la corriente del Océano. Nono de Panópolis dice, en cambio, que los caballos eran Janto y Podarces, caballos del rey ateniense Erecteo, y que nacieron de Aelo y Bóreas, el viento del norte. Estesícoro los llama Flógeo y Hárpago, caballos regalados por Hermes a los dioscuros, que competían en la carrera de cuadrigas que se celebraba con motivo de las exequias fúnebres de Pelias. Finalmente en otra versión se imagina a Céfiro como padre del veloz caballo Arión, unido a una de las harpías que no especifica.

## Teorías sobre su origen
R. D. Barnett sugiere en Influencias Orientales Antiguas en la Grecia Arcaica (un ensayo en El Egeo y Oriente Próximo, ed. Saúl S. Weinberg, Locust Valley, Nueva York, 1956) que la iconografía de las harpías fue adaptada ab initio de los adornos de los calderos de bronce de Urartu. En ellos se puede apreciar pájaros con rostro femenino:

Éstos [los calderos y sus representaciones] provocaron tal impresión en Grecia que parecen haber impulsado el auge de las sirenas en el arte griego arcaico, y como éstas parecían revolotear por el borde de tan nobles vasijas de cocina, originaron la familiar leyenda griega de Fineo y las Harpías, quienes son también representadas así en el arte griego. El mismo nombre de Fineo, la víctima de sus persecuciones, puede no ser más que una corrupción del nombre de un rey de Urartu, Ishpuinish o Ushpina (sobre 820 adC), quien quizá fuera relacionado por los mercaderes griegos con estas vasijas.

## Iconografía
Inicialmente, las harpías eran representadas bajo forma de doncellas aladas. Posteriormente, en época romana, aparecen representadas como aves con cabeza de mujer, una imagen similar a la de las sirenas. Esta última es la imagen de las harpías que ha predominado desde entonces hasta la actualidad.

## Heráldica
En la Edad Media, la harpía, a menudo llamada «águila virgen», se convirtió en una popular carga en la heráldica, particularmente en Frisia Oriental, apareciendo entre otros en los escudos de armas de Rietberg, Liechtenstein y de la casa Criksena.